# Sk8er Boi
"Sk8er Boi" é uma canção gravada pela cantora e compositora canadense Avril Lavigne para seu álbum de estreia, Let Go (2002). Foi composta e produzida por Scott Spock, Lauren Christy e Graham Edwards (todos os três creditados como The Matrix), com a participação de Lavigne na composição. A faixa foi escolhida como o segundo single do álbum e enviada às rádios estadunidenses em 9 de setembro de 2002 pela Arista Records. Narrada a partir do ponto de vista da intérprete, "Sk8er Boi" é uma obra pop punk e skate punk com influências proeminentes de power pop, sendo parcialmente inspirada no namoro de Edwards e Christy. A canção conta a história de uma dançarina de balé arrependida de haver rejeitado seu ex-namorado esqueitista após ele se tornar um famoso astro do rock.
A produção e o refrão de "Sk8er Boi" foram bastante elogiados pela crítica, contudo alguns analistas notaram falhas em suas letras. Na 45.ª cerimônia anual do Grammy Awards, a obra foi indicada como Melhor Performance Feminina de Rock. Em termos comerciais, o single foi exitoso, alcançando as dez primeiras posições países como Austrália, Irlanda, Escócia, Reino Unido e Estados Unidos. Por conseguinte, recebeu certificações de platina (ou superior) em nações como Austrália, Brasil, Canadá, e Estados Unidos, e certificação de ouro na Alemanha. O videoclipe de "Sk8er Boi", dirigido por Francis Lawrence, estreou em 22 de agosto de 2002 no Total Request Live, com cenas de Lavigne cantando em cima do capô de um carro em um cruzamento, enquanto uma multidão se agita ao seu redor. O grupo alemão de eurodance Cascada foi um dos artistas que regravaram "Sk8er Boi", incluindo-a em seu álbum Perfect Day (2007).

## Antecedentes e lançamento
Após assinar com a Arista Records em novembro de 2000, Lavigne se reuniu com diversos compositores e produtores musicais em Nova Iorque, mas não obteve muito sucesso em suas tentativas de colaboração. Desejosa por escrever seu próprio material, a cantora se encontrava perdida musicalmente, contudo se negou a gravar as canções já prontas ofertadas por sua gravadora. Com gostos orientados ao punk rock devido à convivência com esqueitistas na adolescência, Lavigne conseguiu mais liberdade criativa trabalhando com Clif Magness em Los Angeles. Entretanto, por não se agradar do som produzido por Magness, a Arista contatou o trio The Matrix, instalado na mesma cidade. Como antes de se agruparem os primeiros projetos dos membros da equipe eram pop rock, eles descobriram rapidamente o que Lavigne queria gravar e compuseram junto com ela a canção "Complicated". A Arista aprovou a produção adotada pelo The Matrix e permitiu que Lavigne continuasse a trabalhar com eles. De todas as canções compostas com eles — gravadas nos estúdios Decoy, localizados num subúrbio de Los Angeles conhecido como Valley Village —, apenas cinco entraram para Let Go.
Durante as sessões, eles escreveram 10 músicas, com "Sk8er Boi" sendo uma das seis músicas na lista final da faixas do álbum. Após o enorme sucesso de "Complicated", "Sk8er Boi" foi selecionado como o segundo single do álbum, sendo a escolha mais controversa, de acordo com LA Reid: "Algumas pessoas simplesmente não concordavam com isso. E com o primeiro clipe, pois estavam preocupados com a imagem da cantora no vídeo que parecia muito jovem e brincalhona, o que poderia causar o afastamento dos fãs mais velhos e sérios".

## Composição
"Sk8er Boi" foi escrito por Avril Lavigne, enquanto a equipe de produção The Matrix (composta por Lauren Christy, Graham Edwards e Scott Spock) coescreveu, organizou e produziu a faixa. "Sk8er Boi" é uma canção punk rock, pop punk e power pop, sobre uma garota exibida, que rejeita um skatista, que tem uma paixão por ela (apesar de retornar seus sentimentos), deixando os preconceitos de seus amigos influenciar sua tomada de decisão. Mais tarde, ele se torna um músico superstar (tocando guitarra na MTV), enquanto ela acaba como uma mãe solteira jovem.
As letras da música, incluindo a letra "Ele era um punk / Ela faz balé / O que mais posso dizer", foram criticadas. Christina Saraceno do Allmusic, escreveu isso em "Sk8er Boi", "mostra suas falhas líricas". Uma enquete no site MagPieMusic.com votou na alteração da letra para "Ele era um menino, ela agora é uma garota. Posso ser mais óbvia?", No quarto lugar, da sua lista de "Piores letras de todos os tempos".

## Recepção crítica
Segundo uma publicação do site "Parents lounge" da Inglaterra, essa música foi uma das melhores músicas nesse século XXI. Na lista das "100 melhores canções da década", publicado pelo site Blitz, especializado em música, colocou "Sk8er Boi" na posição 33º respectivamente. O jornal também britânico, Telegraph fez uma lista das 100 melhores músicas da década de 2000 e "Sk8er Boi" ficou na posição 33º posição. O portal "BT Vision" fez um ranking dos 10 melhores vídeos clipes de 2000 a 2009, o qual "Sk8er Boi" ficou em 3º lugar.

## Uso na mídia
Entrou na trilha sonora da temporada 2003 de Malhação. "Sk8er Boi"  foi usado também em séries da TV como Cold Case, The Promise, 2 de Outubro de 2005). E na TV à cabo HBO em miniséries como Generation Kill, dos Estados Unidos que só foi usado durante um episódio "Get Some". Em 2008 a música apareceu no setlist do jogo Rock Revolution, concorrente do Guitar Hero para PlayStation 3.

## Videoclipe

Lavigne, usando a sua famosa gravata, cantando em cima de um carro na rua.

O videoclipe de "Sk8er Boi" foi direção de Francis Lawrence, na qual ele teve a ideia de um homem que segura uma lata de spray na mão. O vídeo continua com uns posters colado em vários lugares fazendo a divulgação do tal show que a Avril irá fazer na rua, onde as pessoas usam os carros deles para fazer transporte de perueiros na avenida.
Mas a polícia é chamada e vem rapidamente impedir esse show. Avril fica brava e começa a quebrar sua guitarra no para-brisas do carro, os policias chamam até um helicóptero que aparece em cima dela. Quando começa a tocar Avril aparece com um shorts curto uma gravata de escolas da Carolina do Norte. Depois aparece ela comprando shorts pela internet para revender em seu show. A revista "Glamour" do Reino Unido fez um podium dos três melhores videoclipes da década de 2000, e "Sk8er Boi" ficou na 3º posição, respectivamente.

## Prêmios e indicações
"Sk8er Boi" foi indicado e ganhou muitos prêmios. Na edição do Grammy Awards de 2003, Lavigne recebeu 5 indicações, incluindo Best Female Rock Vocal Performance para "Sk8er Boi", mas perdeu para "Steve McQueen" de Sheryl Crow. A música ganhou como "Canção favorita" nos Kids' Choice Awards, "Choice Music Single" no Teen Choice Awards e "Best Pop Song" no "Socan Awards", todos em 2003.
| \| Ano \| Cerimônia \| Nomeação \| Resultado \| \| ---- \| ------------------------------- \| ----------------------------------------- \| --------- \| \| 2003 \| Grammy Awards[26] \| Best Female Rock Vocal Performance \| Indicado \| \| 2003 \| Socan Awards[26] \| Best Pop Song \| Venceu \| \| 2003 \| MTV Video Music Awards \| Best Pop Video \| Indicado \| \| 2003 \| MuchMusic Video Awards \| People's Choice Favourite Canadian Artist \| Venceu \| \| 2003 \| Teen Choice Awards[26] \| Choice Music Single \| Venceu \| \| 2003 \| Juno Awards[26] \| Juno Fan Choice Award \| Indicado \| \| 2003 \| MuchMusic Video Awards \| Best International Video By A Canadian \| Venceu \| \| 2003 \| Nickelodeon Kids' Choice Awards \| Favorite Song \| Venceu \| |                                 |                                           |           |
| Ano | Cerimônia                       | Nomeação                                  | Resultado |
| 2003 | Grammy Awards                   | Best Female Rock Vocal Performance        | Indicado  |
| 2003 | Socan Awards                    | Best Pop Song                             | Venceu    |
| 2003 | MTV Video Music Awards          | Best Pop Video                            | Indicado  |
| 2003 | MuchMusic Video Awards          | People's Choice Favourite Canadian Artist | Venceu    |
| 2003 | Teen Choice Awards              | Choice Music Single                       | Venceu    |
| 2003 | Juno Awards                     | Juno Fan Choice Award                     | Indicado  |
| 2003 | MuchMusic Video Awards          | Best International Video By A Canadian    | Venceu    |
| 2003 | Nickelodeon Kids' Choice Awards | Favorite Song                             | Venceu    |

## Desempenho comercial
"Sk8er Boi" estreou na posição de número 72 na Billboard Hot 100 dos Estados Unidos, na semana terminada em 14 de setembro de 2002. O single foi continuamente subindo, até que, em sua oitava semana consecutiva no gráfico (semana de 2 de novembro de 2002), atingiu o número dez, sendo esta sua melhor posição e a segunda entrada consecutiva de Lavigne entre as dez melhores posições na Billboard Hot 100. A canção permanceu um total de vinte semanas na parada. A contar de julho de 2013, foram constatadas mais de 775 mil cópias digitais da faixa vendidas nos Estados Unidos, segundo a Nielsen SoundScan. Em junho de 2022, foi certificada com platina dupla, equivalente a dois milhões de unidades, pela Recording Industry Association of America (RIAA).
O single também foi exitoso em nações europeias, alcançando em seis delas as dez primeiras posições, incluindo Áustria (número 7), Escócia (número 7), Itália (número 8), Países Baixos (número 6) e Romênia (número 9). No Reino Unido, atingiu o oitavo lugar, além de receber da British Phonographic Industry (BPI) certificação de platina, equivalente a 600 mil unidades. "Sk8er Boi" foi ainda um sucesso na Austrália (número 3), onde foi certificada com platina da Australian Recording Industry Association (ARIA) por 70 mil cópias, e na Nova Zelândia (número 2), onde a Recorded Music NZ lhe concedeu disco de platina por 10 mil cópias.

## Faixas e formatos
O single contém duas faixas, a canção original de "Sk8er Boi" mais uma canção extra "Get Over It". Já na versão CD-Maxi, contém além da
versão original e da fixa extra, tem a canção "Nobody's Fool" para a Austrália e com o videoclipe incluso que foi comercializado apenas na Europa.
| Sk8er Boi      |                |                           |         |  |
| N.º            | Título         | Compositor(es)            | Duração |  |
| 1.             | "Sk8er Boi"    | Avril Lavigne, The Matrix | 3:23    |  |
| 2.             | "Get Over It"  | Avril Lavigne, The Matrix | 3:28    |  |
| Duração total: | Duração total: | Duração total:            | 6:51    |  |

| Sk8er Boi CD-Maxi |                          |                            |         |  |
| N.º               | Título                   | Compositor(es)             | Duração |  |
| 1.                | "Sk8er Boi"              | Avril Lavigne, The Matrix  | 3:23    |  |
| 2.                | "Get Over It"            | Avril Lavigne, The Matrix  | 3:28    |  |
| 3.                | "Nobody's Fool"          | Avril Lavigne, Peter Zizzo | 3:57    |  |
| 4.                | "Sk8er Boi" (Videoclipe) |                            |         |  |
| Duração total:    | Duração total:           | Duração total:             | 10:08   |  |

| Sk8er Boi (versão para a Austrália) |                 |                            |         |  |
| N.º                                 | Título          | Compositor(es)             | Duração |  |
| 1.                                  | "Sk8er Boi"     | Avril Lavigne, The Matrix  | 3:23    |  |
| 2.                                  | "Get Over It"   | Avril Lavigne, The Matrix  | 3:28    |  |
| 3.                                  | "Nobody's Fool" | Avril Lavigne, Peter Zizzo | 3:57    |  |
| Duração total:                      | Duração total:  | Duração total:             | 10:08   |  |

## Créditos
Créditos de "Sk8er Boi" adaptados do encarte de Let Go.
Gravação e mixagem
- Gravada nos estúdios Decoy (Valley Village, Califórnia)
- Mixada nos estúdios South Beach (Miami, Flórida)

Pessoal
- Avril Lavigne – composição, vocal principal
- The Matrix – composição, produção, engenharia de gravação, vocais de apoio, arranjos
- Tom Lord-Alge – mixagem
- Femio Hernandez – assistência de mixagem
- Corky James – guitarra
- Victor Indrizzo – bateria
- Mark Howard – gravação da bateria

## Paradas musicais
| Parada musical (2002–2003)                   | Melhor posição |
| -------------------------------------------- | -------------- |
| Alemanha (GfK Entertainment Charts)          | 18             |
| Austrália (ARIA)                             | 3              |
| Áustria (Ö3 Austria Top 40)                  | 7              |
| Bélgica (Ultratop de Flandres)               | 16             |
| Bélgica (Ultratop de Valônia)                | 13             |
| Dinamarca (Tracklisten)                      | 11             |
| Escócia (Scottish Singles Chart)             | 7              |
| Estados Unidos (Billboard Hot 100)           | 10             |
| Estados Unidos (Billboard Adult Top 40)      | 23             |
| Estados Unidos (Billboard Mainstream Top 40) | 1              |
| Europa (European Hot 100 Singles)            | 9              |
| França (SNEP)                                | 28             |
| Grécia (IFPI Grécia)                         | 12             |
| Irlanda (IRMA)                               | 30             |
| Itália (FIMI)                                | 8              |
| Noruega (VG-lista)                           | 14             |
| Nova Zelândia (Recorded Music NZ)            | 2              |
| Países Baixos (Dutch Top 40)                 | 6              |
| Países Baixos (Dutch Charts)                 | 11             |
| Romênia (Romanian Top 100)                   | 9              |
| Suécia (Sverigetopplistan)                   | 12             |
| Suíça (Schweizer Hitparade)                  | 17             |
| Reino Unido (UK Singles Chart)               | 8              |

| Parada musical (2002)              | Posição |
| ---------------------------------- | ------- |
| Austrália (ARIA)                   | 23      |
| Canadá (Nielsen SoundScan)         | 169     |
| Irlanda (IRMA)                     | 11      |
| Estados Unidos (Billboard Hot 100) | 96      |
| Reino Unido (UK Singles Chart)     | 165     |

| Parada musical (2003)          | Posição |
| ------------------------------ | ------- |
| Austrália (ARIA)               | 86      |
| Áustria (Ö3 Austria Top 40)    | 52      |
| Bélgica (Ultratop de Flandres) | 63      |
| Bélgica (Ultratop de Valônia)  | 100     |
| Irlanda (IRMA)                 | 56      |
| Países Baixos (Dutch Top 40)   | 55      |
| Países Baixos (Dutch Charts)   | 79      |
| Romênia (Romanian Top 100)     | 54      |
| Suécia (Sverigetopplistan)     | 82      |
| Reino Unido (UK Singles Chart) | 160     |

## Certificações
| Região | Certificação | Vendas     |
| --- | ------------ | ---------- |
| Alemanha (BVMI) | Ouro         | 250 000‡   |
| Austrália (ARIA) | Platina      | 70 000^    |
| Brasil (Pro-Música Brasil) | Platina      | 60 000*    |
| Canadá (Music Canada) | 3× Platina   | 240 000‡   |
| Dinamarca (IFPI Dinamarca) | Ouro         | 45 000‡    |
| Estados Unidos (RIAA) | 3× Platina   | 3 000 000‡ |
| Estados Unidos (RIAA) Video single, incluindo "I'm with You" | Platina      | 50 000^    |
| Nova Zelândia (Recorded Music NZ) | 2× Platina   | 60 000‡    |
| Reino Unido (BPI) | Platina      | 600 000‡   |
| *números de vendas baseados somente na certificação ^distribuições baseadas apenas na certificação ‡vendas+valores de streaming baseados somente na certificação |              |            |